# پادگانه

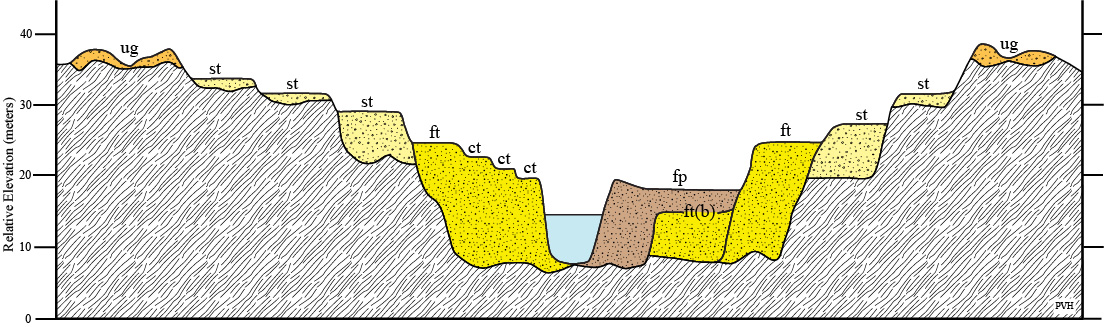
مقطع فرضی دره که توالی مجموعه‌ای از پادگانه‌ها (شن‌های مرتفع) و نهشته‌های تراکمی (پُر) و کاوشی (برش و آبرفت) را نشان می‌دهد. توجه داشته باشید ct = پادگانه‌های بریده‌شده، ft = پادگانه‌های پرشده، ft(b) = پادگانه پر مدفون، fp = دشت سیلابی فعال، st = پادگانه آبرفتی و ug = شن‌های مرتفع.

پادگانه یا تراس (Terrace) عارضه ژئومورفولوژیکی تخت و مسطحی است که توسط عواملی مانند رود، دریا، یخچال طبیعی و… ایجاد می‌شود. پادگانه‌ها بسته به عامل تشکیل‌دهندهٔ آن‌ها به انواع مختلفی مانند پادگانه رودخانه‌ای، پادگانه دریایی، پادگانه یخچالی (کام)، پادگانه تراورتنی و… تقسیم می‌شوند.
پادگانه زمین‌چهری پله‌مانند است از یک سطح ژئومورفیک مسطح یا با شیب ملایم تشکیل شده است که پهنه مسطح یا سطح تخت‌سکو (tread) نامیده می‌شود؛ اما معمولاً از یک طرف با یک شیب صعودی تندتر محدود می‌شود که پرتگاه (scarp) یا بالارو (riser) نامیده می‌شود. پهنه مسطح و شیب نزولی تندتر پرتگاه یا بالارو با هم پادگانه را تشکیل می‌دهند. پادگانه‌ها همچنین می‌توانند از یک پهنه مسطح تشکیل شده باشند که از همه طرف توسط یک یالارو یا پرتگاه نزولی محدود شده است. یک پادگانه باریک اغلب پلکان نامیده می‌شود.
رسوبات زیر آج و بالابر یک پادگانه نیز معمولاً، اما به اشتباه، پادگانه نامیده می‌شوند که منجر به سردرگمی می‌شود.
پادگانه‌ها به روش‌های مختلفی شکل می‌گیرند. پادگانه رودخانه‌ای، پادگانه یخچالی و پادگانه دریایی از انواع مهم پادگانه به‌شمار می‌روند.